# Mesnil-Saint-Père
Pour les articles homonymes, voir Saint-Père.
Mesnil-Saint-Père est une commune française située dans le département de l'Aube en région Grand Est.
Le 11 juin 2009, la commune a obtenu le label « commune touristique ». Son territoire fait partie du parc naturel régional de la Forêt d'Orient, né le 16 octobre 1970, l’un des cinq premiers parcs créés en France. La commune dispose d'un port de 300 places et d'une plage.
L'église paroissiale Saint-André, construite aux XIIe siècle, XVIe siècle et XVIIe siècle est inscrite à l'inventaire des monuments historiques de même qu'un grand nombre d'objets qu'elle referme.

## Géographie

### Localisation
Mesnil-Saint-Père est une commune de la champagne humide limitrophe du lac d'Orient. À vol d'oiseau, elle est située à 9,8 km de Vendeuvre-sur-Barse, à 20,4 km à l'est de Troyes et à 21,1 km de Brienne-le-Château.

### Communes limitrophes
À vol d'oiseau, les cinq communes les plus proches du territoire sont Montiéramey, La Villeneuve-au-Chêne, Montreuil-sur-Barse, Briel-sur-Barse et Lusigny-sur-Barse.
|                                 |                   |                                        |
| Lusigny-sur-Barse               | Mesnil-Saint-Père | La Villeneuve-au-Chêne Champ-sur-Barse |
| Montiéramey Montreuil-sur-Barse |                   | Briel-sur-Barse                        |

### Géologie et relief
La superficie de la commune est de 1 745 hectares ; son altitude varie entre 132 et 171 mètres.
Le territoire de Mesnil-Saint-Père se situe au cœur du parc naturel régional de la forêt d'Orient, dont la création remonte à 1970, et qui constitue l'un des sites majeurs du département de l'Aube et l'un des premiers parcs naturels régionaux créés en France. Sa zone naturelle d'intérêt écologique, faunistique et floristique (ZNIEFF) de type II couvrant la forêt et le lac d'Orient, possède une superficie de 14 960 hectares. Une autre ZNIEFF couvre des prairies, notamment mésophiles et des bois à l'est et au sud de Mesnil-Saint-Père, non loin du lac.

### Hydrographie
La commune est dans la région hydrographique « la Seine de sa source au confluent de l'Oise (exclu) » au sein du bassin Seine-Normandie. Elle est drainée par un bras de Thiéloup, le canal d'Amenée du Barrage Réservoir Seine, le cours d'eau 01 de la Métairie, le Fossé 01 de la Couée, le Fossé 01 de l'Étang d'Argot, Lac de la Foret d'Orient Barrage Réservoir Seine et le ru de Thieloup,.

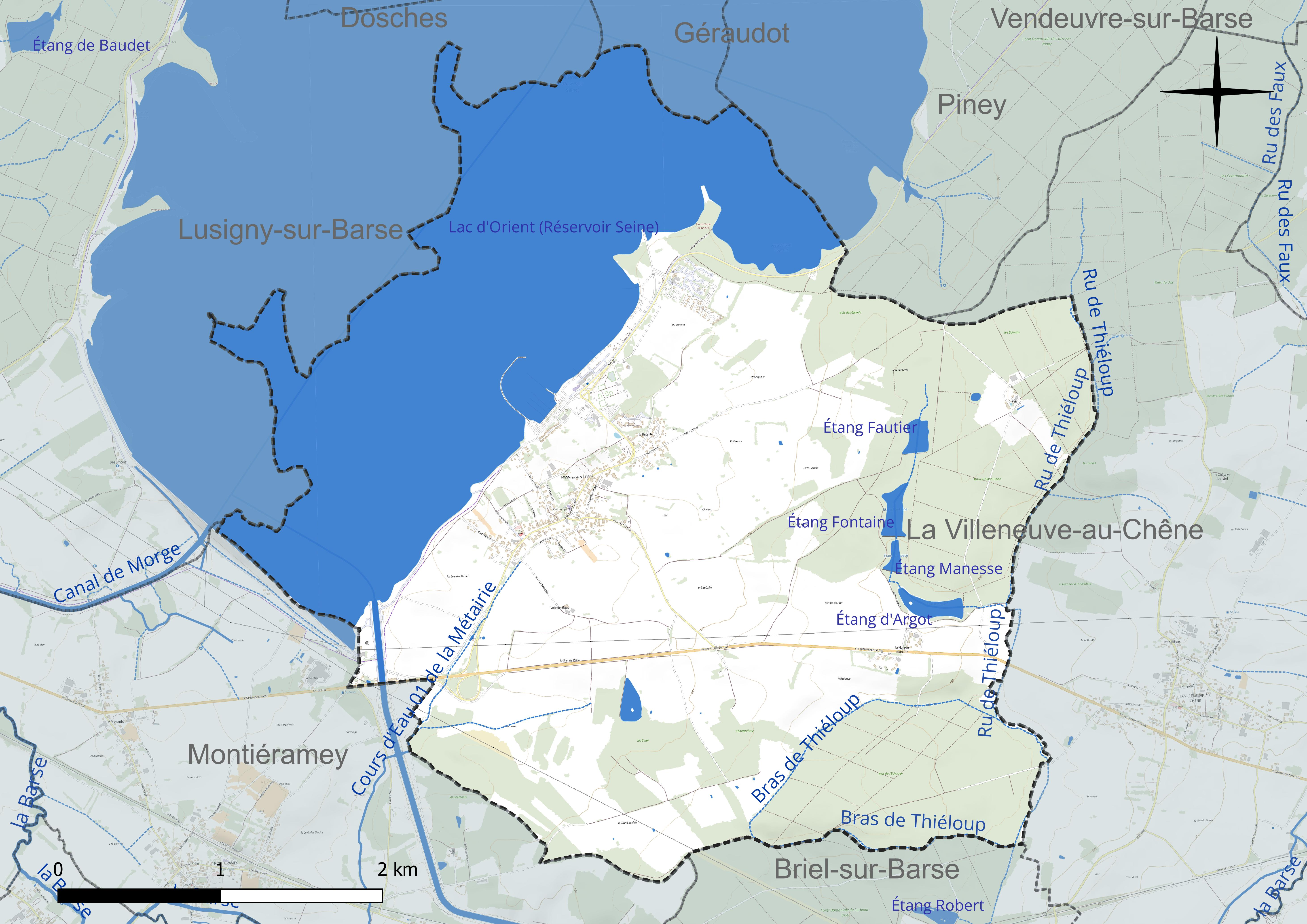
Réseau hydrographique de Mesnil-Saint-Père.

Cinq plans d'eau complètent le réseau hydrographique : le lac d'Orient (le réservoir Seine), d'une superficie totale de 2 271,3 ha (527,5 ha sur la commune), l'étang d'Argot (3,9 ha), l'étang Fautier (2,5 ha), l'étang Fontaine (3,4 ha) et l'étang Manesse (1,2 ha),.
Mesnil-Saint-Père possède un port de plaisance et l'une des trois plages que compte le lac d'Orient, qui est le troisième plus grand lac artificiel de France métropolitaine et l'un des quatre grands lacs de Seine avec ses 23 km2 de superficie et ses 205 hm3 de capacité normale. Ce lac est classé zone spéciale de conservation par le réseau Natura 2000 depuis septembre 1986 au même titre que les lacs Amance et du Temple. Les eaux de ce lac réservoir sont prélevées dans la Seine via un canal d'amenée qui se jette sur le territoire de Mesnil-Saint-Père, et dont la longueur totale est d'environ 13 km.

### Climat
Pour des articles plus généraux, voir Climat du Grand Est et Climat de l'Aube.
En 2010, le climat de la commune est de type climat océanique dégradé des plaines du Centre et du Nord, selon une étude du Centre national de la recherche scientifique s'appuyant sur une série de données couvrant la période 1971-2000. En 2020, Météo-France publie une typologie des climats de la France métropolitaine dans laquelle la commune est exposée à un climat océanique altéré et est dans la région climatique Lorraine, plateau de Langres, Morvan, caractérisée par un hiver rude (1,5 °C), des vents modérés et des brouillards fréquents en automne et hiver.
Pour la période 1971-2000, la température annuelle moyenne est de 10,5 °C, avec une amplitude thermique annuelle de 15,8 °C. Le cumul annuel moyen de précipitations est de 758 mm, avec 12,4 jours de précipitations en janvier et 8,4 jours en juillet. Pour la période 1991-2020, la température moyenne annuelle observée sur la station météorologique installée sur la commune est de 11,4 °C et le cumul annuel moyen de précipitations est de 772,6 mm. 
La température maximale relevée sur cette station est de 41 °C, atteinte le 25 juillet 2019 ; la température minimale est de −20,5 °C, atteinte le 2 janvier 1997,,.
| Mois                                  | jan.             | fév.           | mars          | avril       | mai           | juin          | jui.         | août           | sep.            | oct.            | nov.           | déc.          | année      |
| ------------------------------------- | ---------------- | -------------- | ------------- | ----------- | ------------- | ------------- | ------------ | -------------- | --------------- | --------------- | -------------- | ------------- | ---------- |
| Température minimale moyenne (°C)     | 0,9              | 0,8            | 2,7           | 4,7         | 8,7           | 12            | 13,9         | 13,4           | 10,2            | 7,7             | 4,1            | 1,8           | 6,7        |
| Température moyenne (°C)              | 3,8              | 4,4            | 7,5           | 10,4        | 14,3          | 17,6          | 19,9         | 19,5           | 15,8            | 12,1            | 7,3            | 4,5           | 11,4       |
| Température maximale moyenne (°C)     | 6,6              | 8,1            | 12,3          | 16          | 19,8          | 23,3          | 25,9         | 25,6           | 21,4            | 16,5            | 10,6           | 7,2           | 16,1       |
| Record de froid (°C) date du record   | −20,5 02.01.1997 | −15 07.02.1991 | −15 01.03.05  | −6 08.04.03 | −2 08.05.1974 | 1 05.06.1991  | 5 27.07.1975 | 3,8 28.08.1974 | −0,5 30.09.1972 | −6,1 31.10.1997 | −11 24.11.1998 | −16 20.12.09  | −20,5 1997 |
| Record de chaleur (°C) date du record | 17 05.01.1999    | 21 20.02.1998  | 24,9 30.03.21 | 28 15.04.15 | 34,5 27.05.17 | 37,4 18.06.22 | 41 25.07.19  | 40,5 19.08.12  | 35,3 14.09.20   | 30 13.10.23     | 24 07.11.15    | 18,1 31.12.22 | 41 2019    |
| Précipitations (mm)                   | 61,1             | 54,5           | 54,5          | 57,8        | 71,1          | 63            | 61,8         | 66             | 59,8            | 77,5            | 71,6           | 73,9          | 772,6      |

| Diagramme climatique                                  |            |             |           |             |          |              |            |              |             |             |            |
| J                                                     | F          | M           | A         | M           | J        | J            | A          | S            | O           | N           | D          |
| 6,60,961,1                                            | 8,10,854,5 | 12,32,754,5 | 164,757,8 | 19,88,771,1 | 23,31263 | 25,913,961,8 | 25,613,466 | 21,410,259,8 | 16,57,777,5 | 10,64,171,6 | 7,21,873,9 |
| Moyennes : • Temp. maxi et mini °C • Précipitation mm |            |             |           |             |          |              |            |              |             |             |            |

Les paramètres climatiques de la commune ont été estimés pour le milieu du siècle (2041-2070) selon différents scénarios d'émission de gaz à effet de serre à partir des nouvelles projections climatiques de référence DRIAS-2020. Ils sont consultables sur un site dédié publié par Météo-France en novembre 2022.

### Voies de communication et transports
Mesnil-Saint-Père est traversée par la route départementale 619. Une ancienne voie située au lieu-dit Maison Blanche et qui relie Troyes à Bar-sur-Aube adopte un tracé proche de celui de cette portion de route.
La commune a créé une « vélovoie » d'une longueur de 42 kilomètres « pour découvrir les charmes du vélo, la nature, le lac ».
La commune est desservie par la ligne de bus no 21 « Troyes - Géraudot » du réseau de bus Les Courriers de l'Aube.

## Urbanisme

### Typologie
Au 1er janvier 2024, Mesnil-Saint-Père est catégorisée commune rurale à habitat dispersé, selon la nouvelle grille communale de densité à 7 niveaux définie par l'Insee en 2022.
Elle est située hors unité urbaine. Par ailleurs la commune fait partie de l'aire d'attraction de Troyes, dont elle est une commune de la couronne,. Cette aire, qui regroupe 209 communes, est catégorisée dans les aires de 200 000 à moins de 700 000 habitants,.
La commune, bordée par un plan d’eau intérieur d’une superficie supérieure à 1 000 hectares, le lac d'Orient, est également une commune littorale au sens de la loi du 3 janvier 1986, dite loi littoral. Des dispositions spécifiques d’urbanisme s’y appliquent dès lors afin de préserver les espaces naturels, les sites, les paysages et l’équilibre écologique du littoral, tel le principe d'inconstructibilité, en dehors des espaces urbanisés, sur la bande littorale des 100 mètres, ou plus si le plan local d’urbanisme le prévoit.

### Occupation des sols
L'occupation des sols de la commune, telle qu'elle ressort de la base de données européenne d’occupation biophysique des sols Corine Land Cover (CLC), est marquée par l'importance des territoires agricoles (36,6 % en 2018), en diminution par rapport à 1990 (37,6 %). La répartition détaillée en 2018 est la suivante : 
eaux continentales (30,1 %), forêts (27,7 %), prairies (22,8 %), terres arables (10,2 %), zones agricoles hétérogènes (3,6 %), espaces verts artificialisés, non agricoles (3,2 %), zones urbanisées (2,4 %). L'évolution de l’occupation des sols de la commune et de ses infrastructures peut être observée sur les différentes représentations cartographiques du territoire : la carte de Cassini (XVIIIe siècle), la carte d'état-major (1820-1866) et les cartes ou photos aériennes de l'IGN pour la période actuelle (1950 à aujourd'hui).

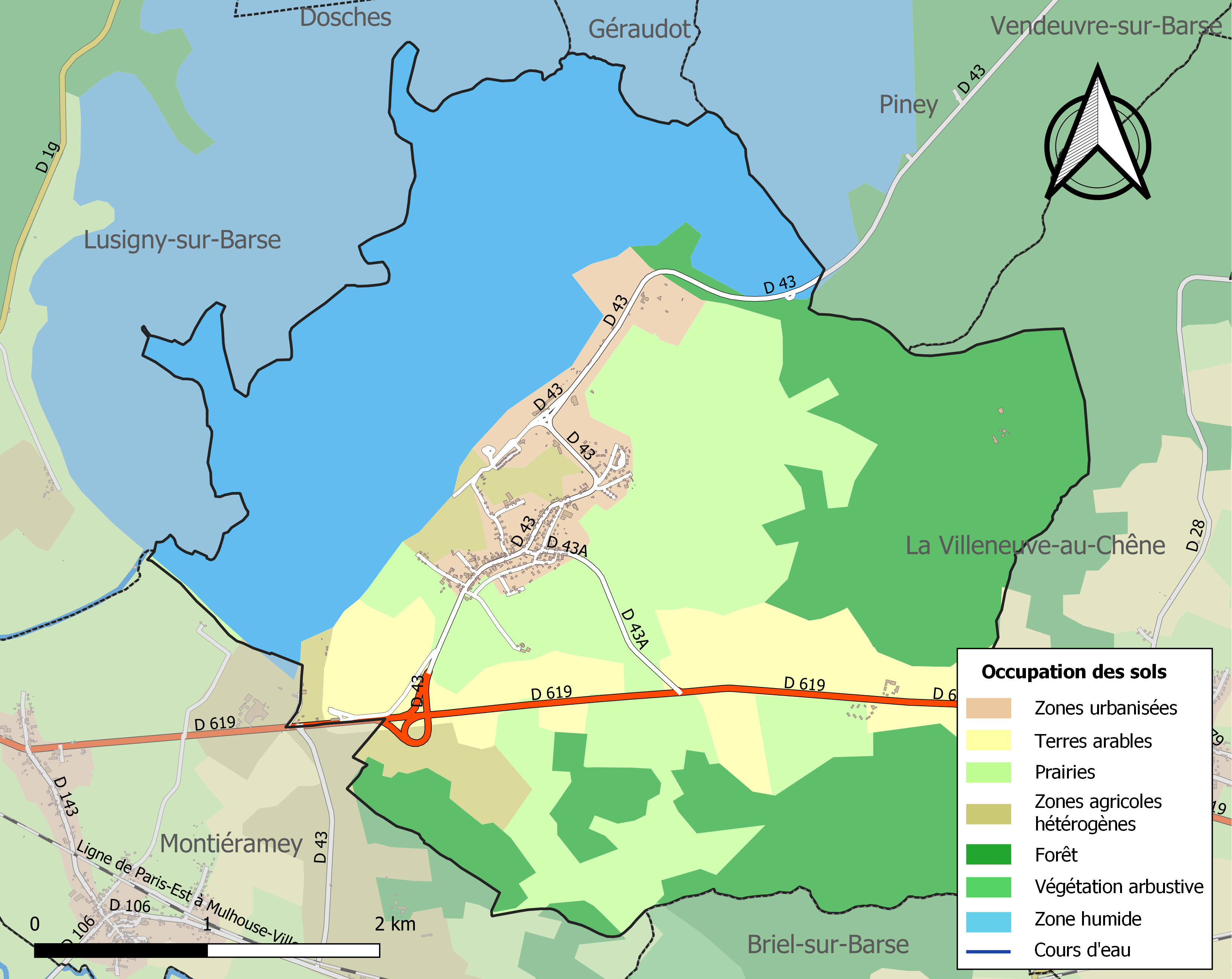
Carte des infrastructures et de l'occupation des sols de la commune en 2018 (CLC).

### Morphologie urbaine
Le 26 juillet 2013, le maire a ordonné l'ouverture de l'enquête publique relative au projet de modification no 4 du plan d’occupation des sols (POS).
Par ailleurs, à la fin de l'année 2013, le président du syndicat mixte pour l’aménagement et la gestion du Parc naturel régional de la Forêt d’Orient a ordonné l'ouverture de l'enquête publique pour le projet de révision no 1 du schéma directeur du Parc naturel régional de la Forêt d’Orient en schéma de cohérence territoriale (SCoT). En effet, le schéma directeur qui avait été approuvé en 1994 était devenu caduc en 2010. C’était un document de gestion foncière, qui était composé d’une carte de destination générale des sols. Le SCoT se différencie du schéma directeur par une cartographie moins précise et l’élaboration d’un projet d'aménagement et de développement durable (PADD).

### Logement
| 1968 | 1975 | 1982 | 1990 | 1999 | 2009 |
| ---- | ---- | ---- | ---- | ---- | ---- |
| 144  | 148  | 193  | 170  | 261  | 286  |

En 2009, parmi ces logements, 62,0 % étaient des résidences principales, 30,5 % des résidences secondaires et 7,5 % des logements vacants. Ces logements étaient à 93,1 % des maisons individuelles.
La proportion des résidences principales, propriétés de leurs occupants était de 64,7 %, en légère hausse par rapport à 1999 (62,7 %).
Dans le cadre de projets d'aménagement et de construction durables dus à l'initiative du parc naturel régional de la forêt d'Orient, neuf pavillons en bois et chanvre ont été construits dans la commune.

### Projets d'aménagements
En 2013, il était prévu de poser des ralentisseurs à la sortie de la commune en direction du Lac, d'aménager la voirie de trois rues et de poursuivre la défense incendie.

## Toponymie
Les noms attestés sont Magnum Magsnillum en 1117 dans la charte de l'abbaye de Montiéramey, Maisnillum Sancti Petri en 1187 et Mesnil sous l'Orient en 1793.
Le nom de « Magnum Magsnillum » signifiait « Grand Mesnil » par opposition au « Petit Mesnil » aujourd’hui le Ménilot. L’origine de mesnil Saint père provient à la fois de « Mansionile » désignant une maison paysanne et de « Saint-Père » déformation de Saint Pierre, alors patron de la paroisse.
« Mesnil », toponyme très répandu en France, à partir de Mansionem, le bas latin a créé un nouveau terme dérivé du mot latin mansionile, diminutif de mansio, demeure, habitation, maison. Devenu en français médiéval maisnil, mesnil, « maison avec terrain ».

## Histoire
En 1790, Mesnil-Saint-Père appartenait au canton de Géraudot, connu pour ses fièvres au cours du mois d’août, du fait de l’état marécageux du sol.
Les tuileries de la commune ont été construites par les comtes de Champagne. Elles produisaient des tuiles émaillées de couleurs très variées. Elles étaient biseautées afin que le vent n’ait aucune prise et vernissées pour éviter l’envahissement de la mousse et de l’humidité. Elles subsistent à Troyes sur les toitures de l’église Saint-Nizier, de celle de Pont-Sainte-Marie et de l’Hôtel Marisy. Trois tuileries étaient encore en fonctionnement en 1966 à la construction du lac qui les a englouties,.
Par ailleurs, la commune comptait une poterie et une faïencerie. Une voie ferrée pour laquelle les deux locomotives étaient basées dans la commune, permettait de transporter du bois de la Forêt d’Orient à la gare de Montiéramey.
Le 28 août 1944 au moment de la libération du village, les Allemands ont fusillé 24 jeunes hommes. Un monument a été installé à l'entrée du village pour rappeler l'atrocité de ces faits.

## Politique et administration

### Tendances politiques et résultats
Au second tour de l'élection présidentielle de 2007, 65,42 % des suffrages se sont exprimés pour Nicolas Sarkozy (UMP), 34,58 % pour Ségolène Royal (PS), avec un taux de participation de 89,32 %.
Au second tour de l'élection présidentielle de 2012, 59,07 % des suffrages se sont exprimés pour Nicolas Sarkozy (UMP), 40,93 % pour François Hollande (PS), avec un taux de participation de 86,99 %.

### Administration municipale
Le nombre d'habitants de la commune étant compris entre 100 et 500, le nombre de membres du conseil municipal est de 11.

### Liste des maires
| Période                                  | Période  | Identité           | Étiquette | Qualité   |
| ---------------------------------------- | -------- | ------------------ | --------- | --------- |
| Les données manquantes sont à compléter. |          |                    |           |           |
| avant 1857                               |          | Bouchet            |           |           |
| avant 1887                               |          | Bouliot            |           |           |
| mars 2001                                | mai 2020 | Jacqueline Colfort | DVD       | Retraitée |
| mai 2020                                 | En cours | Pascal Henri       |           |           |

### Instances judiciaires et administratives
Mesnil-Saint-Père relève du tribunal d'instance de Troyes, du tribunal de grande instance de Troyes, de la cour d'appel de Reims, du tribunal pour enfants de Troyes, du conseil de prud'hommes de Troyes, du tribunal de commerce de Troyes, du tribunal administratif de Châlons-en-Champagne et de la cour administrative d'appel de Nancy.
La commune dispose d'un corps de douze sapeurs-pompiers.

### Politique environnementale
En 2013, la commune a reçu trois fleurs au concours des villes et villages fleuris,. La commune a mis en place un tri sélectif des déchets et dispose d'une déchetterie.

### Finances locales
De 2008 à 2013 et à part l'année 2008, la capacité d'autofinancement nette du remboursement en capital des emprunts a toujours été supérieure à celle des communes de même type :
| Année | Dans la commune | Moyenne de la strate |
| ----- | --------------- | -------------------- |
| 2008  | 172 €           | 157 €                |
| 2009  | 47 €            | 161 €                |
| 2010  | 167 €           | 136 €                |
| 2011  | 202 €           | 139 €                |
| 2012  | 240 €           | 150 €                |

### Jumelages
Au 17 mars 2014, Mesnil-Saint-Père n'est jumelée avec aucune commune.

## Population et société

### Démographie
Les habitants sont appelés les Mesnilois.

#### Évolution démographie
L'évolution du nombre d'habitants est connue à travers les recensements de la population effectués dans la commune depuis 1793. Pour les communes de moins de 10 000 habitants, une enquête de recensement portant sur toute la population est réalisée tous les cinq ans, les populations de référence des années intermédiaires étant quant à elles estimées par interpolation ou extrapolation. Pour la commune, le premier recensement exhaustif entrant dans le cadre du nouveau dispositif a été réalisé en 2005.

En 2022, la commune comptait 438 habitants, en évolution de −8,75 % par rapport à 2016 (Aube : +0,7 %, France hors Mayotte : +2,11 %).
| 1793 | 1800 | 1806 | 1821 | 1831 | 1836 | 1841 | 1846 | 1851 |
| ---- | ---- | ---- | ---- | ---- | ---- | ---- | ---- | ---- |
| 313  | 315  | 313  | 360  | 450  | 486  | 521  | 560  | 620  |

| 1856 | 1861 | 1866 | 1872 | 1876 | 1881 | 1886 | 1891 | 1896 |
| ---- | ---- | ---- | ---- | ---- | ---- | ---- | ---- | ---- |
| 570  | 577  | 584  | 555  | 547  | 516  | 531  | 529  | 504  |

| 1901 | 1906 | 1911 | 1921 | 1926 | 1931 | 1936 | 1946 | 1954 |
| ---- | ---- | ---- | ---- | ---- | ---- | ---- | ---- | ---- |
| 485  | 453  | 425  | 463  | 522  | 547  | 458  | 380  | 444  |

| 1962 | 1968 | 1975 | 1982 | 1990 | 1999 | 2005 | 2006 | 2010 |
| ---- | ---- | ---- | ---- | ---- | ---- | ---- | ---- | ---- |
| 416  | 356  | 364  | 327  | 287  | 331  | 384  | 386  | 430  |

| 2015 | 2020 | 2022 | - | - | - | - | - | - |
| ---- | ---- | ---- | - | - | - | - | - | - |
| 473  | 439  | 438  | - | - | - | - | - | - |

#### Pyramide des âges
La population de la commune est relativement jeune.
En 2018, le taux de personnes d'un âge inférieur à 30 ans s'élève à 38,5 %, soit au-dessus de la moyenne départementale (35,2 %). À l'inverse, le taux de personnes d'âge supérieur à 60 ans est de 21,5 % la même année, alors qu'il est de 27,7 % au niveau départemental.
En 2018, la commune comptait 228 hommes pour 249 femmes, soit un taux de 52,2 % de femmes, légèrement supérieur au taux départemental (51,41 %).
Les pyramides des âges de la commune et du département s'établissent comme suit.
| Hommes | Classe d’âge | Femmes |
| ------ | ------------ | ------ |
| 0,0    | 90 ou +      | 0,9    |
| 5,2    | 75-89 ans    | 6,1    |
| 16,2   | 60-74 ans    | 14,4   |
| 21,9   | 45-59 ans    | 17,0   |
| 18,6   | 30-44 ans    | 22,7   |
| 16,7   | 15-29 ans    | 18,3   |
| 21,4   | 0-14 ans     | 20,5   |

| Hommes | Classe d’âge | Femmes |
| ------ | ------------ | ------ |
| 0,8    | 90 ou +      | 2,1    |
| 7,4    | 75-89 ans    | 10,2   |
| 17,4   | 60-74 ans    | 18,4   |
| 19,4   | 45-59 ans    | 19     |
| 17,8   | 30-44 ans    | 17,3   |
| 18,3   | 15-29 ans    | 15,9   |
| 19     | 0-14 ans     | 17,1   |

### Enseignement
Mesnil-Saint-Père est située dans l'académie de Reims.
La commune administre une école élémentaire qui comptait 49 élèves en 2012-2013. L'école dispose de deux classes qui reçoivent les élèves de CE2, CM1 et CM2.

### Manifestations culturelles et festivités
En mai 2013, c'est la 12e édition de l'Échappée champenoise, un raid multisports qui se pratique en milieu naturel. Entre diverses compétitions, les équipes s'affrontent en orientation dans deux parcours dont celui de 72 kilomètres réservé aux adultes : 5 kilomètres de canoë-kayak, 17 kilomètres de Run and bike et 50 kilomètres de VTT.
En août 2013, pour la seconde année, la compagnie auboise A Cuers Vaillants a organisé un « campement médiéval » qui a rassemblé plus d'un millier de personnes.
Des expositions artistiques et culturelles sont régulièrement organisées à la capitainerie,,.

### Santé
Les médecins et auxiliaires de santé sont installés à Lusigny-sur-Barse et à Vendeuvre-sur-Barse à l'exception d'un ostéopathe installé dans la commune.

### Sports
La commune dispose d'une salle de sport de 1 100 m2 au sein de la « halle sportive et culturelle » qui permet l’accueil de manifestations et de groupes en lien avec les activités des clubs de voile et du centre sportif de l’Aube. De nombreuses activités sont proposées : handball, basket-ball, tennis, volley, badminton… Des cours de gymnastique y sont également dispensés.

### Médias
Le quotidien régional L'Est-Éclair assure la publication des informations locales à la commune.
La commune dispose d'un nœud de raccordement ADSL installé dans cette commune, mais ne dispose pas de connexion à un réseau de fibre optique. Les lignes téléphoniques sont raccordées à des équipements situés à Saint-Mards-en-Othe.

### Cultes
Seul le culte catholique est célébré à Mesnil-Saint-Père. La commune est l'une des sept communes regroupées dans la paroisse « de Lusigny-sur-Barse », l'une des sept paroisses de l'espace pastoral « Plaine et lacs » au sein du diocèse de Troyes, le lieu de culte est l'église paroissiale Saint-Laurent.

## Économie

### Revenus de la population et fiscalité
En 2011, le revenu fiscal médian par ménage était de 29 274 €, ce qui plaçait Mesnil-Saint-Père au 17 180e rang parmi les 31 886 communes de plus de 49 ménages en métropole.
En 2009, 47,1 % des foyers fiscaux n'étaient pas imposables.

### Emploi
En 2009, la population âgée de 15 à 64 ans s'élevait à  270 personnes, parmi lesquelles on comptait 77,5 % d'actifs dont 68,2 % ayant un emploi et 9,3 % de chômeurs.
On comptait 99 emplois dans la zone d'emploi, contre 116 en 1999. Le nombre d'actifs ayant un emploi résidant dans la zone d'emploi étant de 186, l'indicateur de concentration d'emploi est de 53,2 %, ce qui signifie que la zone d'emploi offre à peine plus d'un emploi pour deux habitants actifs.

### Entreprises et commerces
Au 31 décembre 2010, Mesnil-Saint-Père comptait 47 établissements : 5 dans l’agriculture-sylviculture-pêche, 2 dans l'industrie, 1 dans la construction, 33 dans le commerce-transports-services divers et 6 étaient relatifs au secteur administratif.
En 2011, 6 entreprises ont été créées à Mesnil-Saint-Père.

### Tourisme
Le 11 juin 2009, la commune a obtenu le label « commune touristique ».
En 2012, la commune compte plusieurs restaurants et un hôtel trois étoiles, dont le restaurant est l'une des tables gastronomiques la plus appréciées de l’Aube.

## Culture locale et patrimoine

### Lieux et monuments

#### Monuments remarquables
La commune compte un monument « inscrit » à l'inventaire des monuments historiques et aucun lieu ou monument répertorié à l'inventaire général du patrimoine culturel. Par ailleurs, elle compte 12 objets répertoriés à l'inventaire des monuments historiques et 13 objets répertoriés à l'inventaire général du patrimoine culturel.
L'église Saint-André, inscrite depuis le 21 décembre 1982, date des XIIe siècle, XVIe siècle et XVIIe siècle. Elle contient l'ensemble des 25 objets remarquables.

### Patrimoine naturel

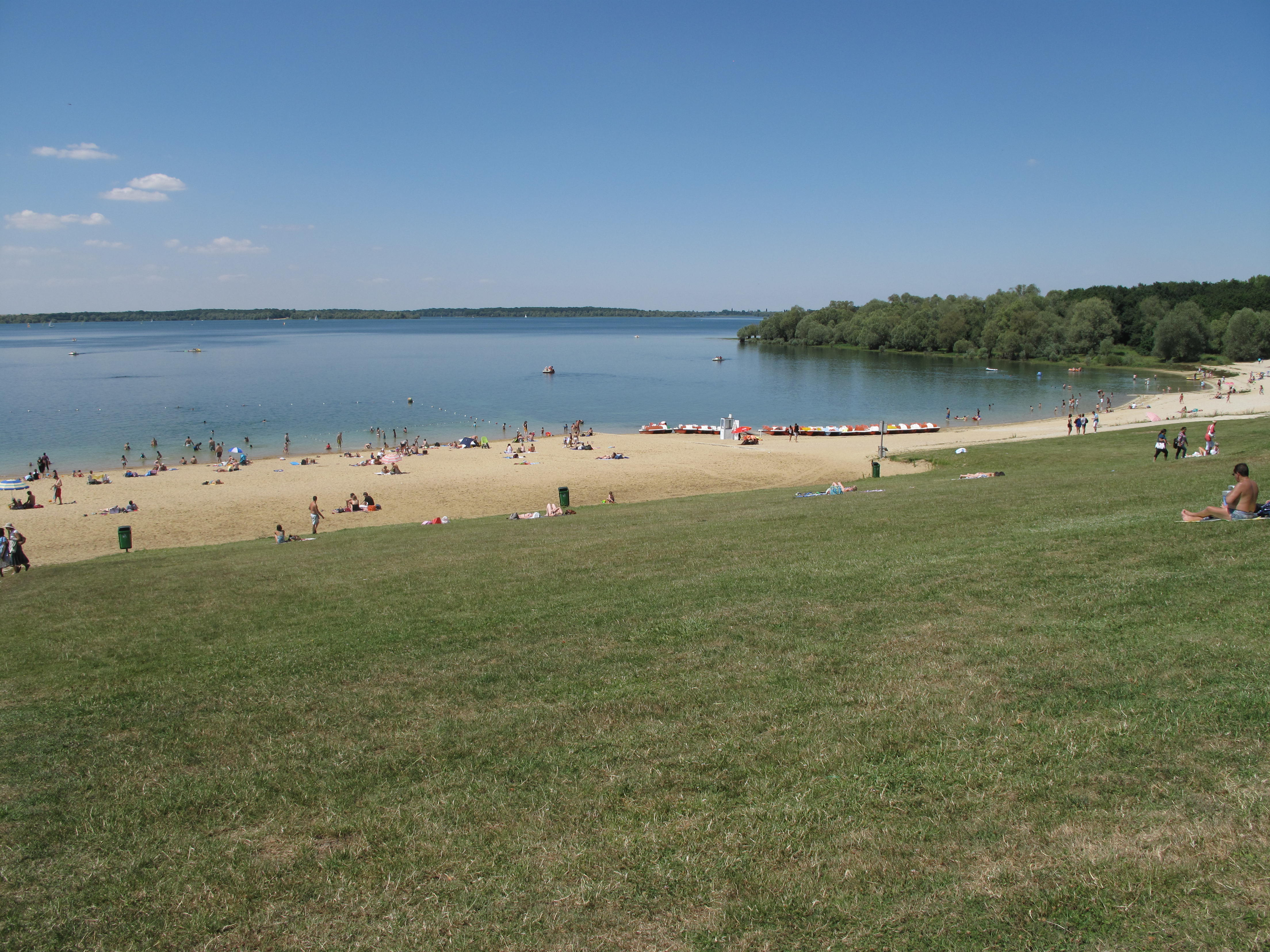
La plage de Mesnil-Saint-Père.

Le territoire de la commune fait partie du parc naturel régional de la Forêt d'Orient, né le 16 octobre 1970 et l’un des cinq premiers parcs créés en France.
Située au bord du lac de la forêt d’Orient, la commune dispose d’un port de 300 places, d’une plage de sable fin où l'on pratique la pêche, la baignade, le canoë, le pédalo et la voile. La commune a créé un sentier de découverte de la faune, de la flore et du patrimoine du village, le « sentier du Lapin Blanc » d'une longueur de 3 kilomètres. De même, ont été créés un « verger pédagogique » rassemblant 13 variétés de pommiers, 14 de poiriers et 6 de pruniers, une jachère fleurie pour attirer le maximum d’insectes, des nichoirs et des gîtes à hérissons.
Des actions de sensibilisation à la greffe, la taille, les soins des arbres fruitiers, l’utilisation des fruits sont dispensées dans le cadre de manifestations périodiques organisées par les croqueurs de pommes. Il permet aussi aux enfants de l’école primaire de s’initier aux sciences de la nature et à la biodiversité.

### Équipements culturels
La « halle sportive et culturelle » dispose d'une scène de 100 m2, la halle peut ainsi accueillir des activités culturelles.

### Personnalités liées à la commune
- Valentin Simart, champion de France de judo, catégorie cadet[80].

### Héraldique
|  | Les armes de la ville se blasonnent ainsi : Deux gueules à deux clefs passées en sautoir, celle en bande d’or, celle à senestre d’argent, cantonnées de quatre maisons d’argent ajourées de sable, adossées et posées en croix brochant sur les clefs. |

Ce blason peut s'interpréter de la manière suivante : Mesnil = Maison / quatre maisons = le Village, Saint Père = orthographe ancienne de Saint Pierre, d’où les clefs.